# Sephanoides fernandensis
Sephanoides fernandensis е вид птица от семейство Колиброви (Trochilidae). Видът е критично застрашен от изчезване.

## Разпространение
Видът е разпространен в Чили.